# Ophiactis lethe
Ophiactis lethe är en ormstjärneart som beskrevs av A.H. Clark 1949. Ophiactis lethe ingår i släktet Ophiactis och familjen bandormstjärnor. Inga underarter finns listade i Catalogue of Life.